# Wilhelm Bechtle
Wilhelm Bechtle (* 1. Februar 1906 in Löchgau; † 17. August 1971 in Stuttgart) war ein deutscher Politiker der KPD und Widerstandskämpfer gegen den Nationalsozialismus.

## Leben
Bechtle, Sohn eines sozialdemokratischen Kolonialwarenhändlers, war Gärtner von Beruf. Während der NS-Zeit saß er überwiegend in Haft. Er wurde nach der Machtergreifung durch die Nationalsozialisten im Januar 1933 erstmals am 20. April 1933 verhaftet und im Konzentrationslager Heuberg festgehalten. Nachdem er Ende 1933 in das Konzentrationslager Oberer Kuhberg verlegt worden war, wurde er am 10. November 1934 zunächst freigelassen und eröffnete ein Gemüsegeschäft in Stuttgart.
Am 10. Mai 1935 wurde er erneut verhaftet und saß zunächst zwei Jahre in Ludwigsburg in Untersuchungshaft. Wegen Tätigkeit für die illegale KPD wurde er zu viereinhalb Jahren Zuchthaus verurteilt.
1940 erfolgte die Verlegung in das Konzentrationslager Welzheim.
Nach Kriegsende engagierte er sich in der Vereinigung der Verfolgten des Naziregimes und bei den Naturfreunden. Er wurde 1954 als eines der führenden Mitglieder des Hauptausschusses für Volksbefragung zu einer Gefängnisstrafe verurteilt.
Bechtles Bruder Reinhold starb 1938 im Konzentrationslager Welzheim.

## Partei
Bechtle war zunächst Mitglied im Kommunistischen Jugendverband Deutschlands und trat 1922 der KPD bei. Nach dem Zweiten Weltkrieg war er Landessekretär der KPD. Nach dem Verbot der KPD engagierte sich Bechtle in der DKP als Mitglied des Bezirksvorstandes und des Sekretariats der Partei in Württemberg.

## Abgeordneter
Bechtle war nach dem Zweiten Weltkrieg Mitglied des Stuttgarter Gemeinderates. Von 1952 bis 1956 war er Landtagsabgeordneter in Baden-Württemberg. Er wurde über ein Zweitmandat im Wahlkreis Stuttgart III gewählt.